# Stigmella longa
Stigmella longa is een vlinder uit de familie dwergmineermotten (Nepticulidae). De wetenschappelijke naam van deze soort werd voor het eerst geldig gepubliceerd in 2020 door Andrius Remeikis en Jonas Rimantas Stonis.

## Verspreiding
De soort komt voor in Noord-India (Uttarakhand).

## Waardplant
De rups mineert in de bladeren van Ototropis elegans (Fabaceae).